# Veligradský šperk
Veligradský šperk, též staroměstský, nebo starším označením šperk byzantsko-orientální, je honosný, zlatý či stříbrný, raně středověký šperk vyskytující se na území Velkomoravské říše, datovaný do středohradištního období (800-950), respektive od poloviny 9. století. Spolu s podunajským šperkem tvoří soubor velkomoravského šperku.
Starší označení reflektovalo názor, že se jedná o importy z oblasti jihovýchodní Evropy, ale archeologické výzkumy na velkomoravských centrech prokázaly, že se jedná o specializovanou domácí produkci. Nový pojem zavedl v roce 1955 Vilém Hrubý na základě rozboru materiálu z pohřebiště Na valách ve Starém Městě u Uherského Hradiště.